# Rizoïde

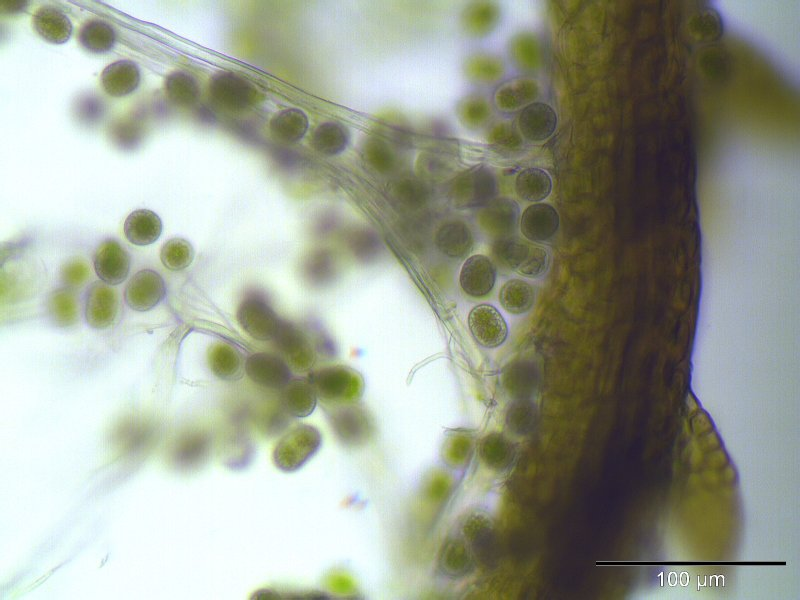
Rizoïde met broedcellen van gewoon draadmos.

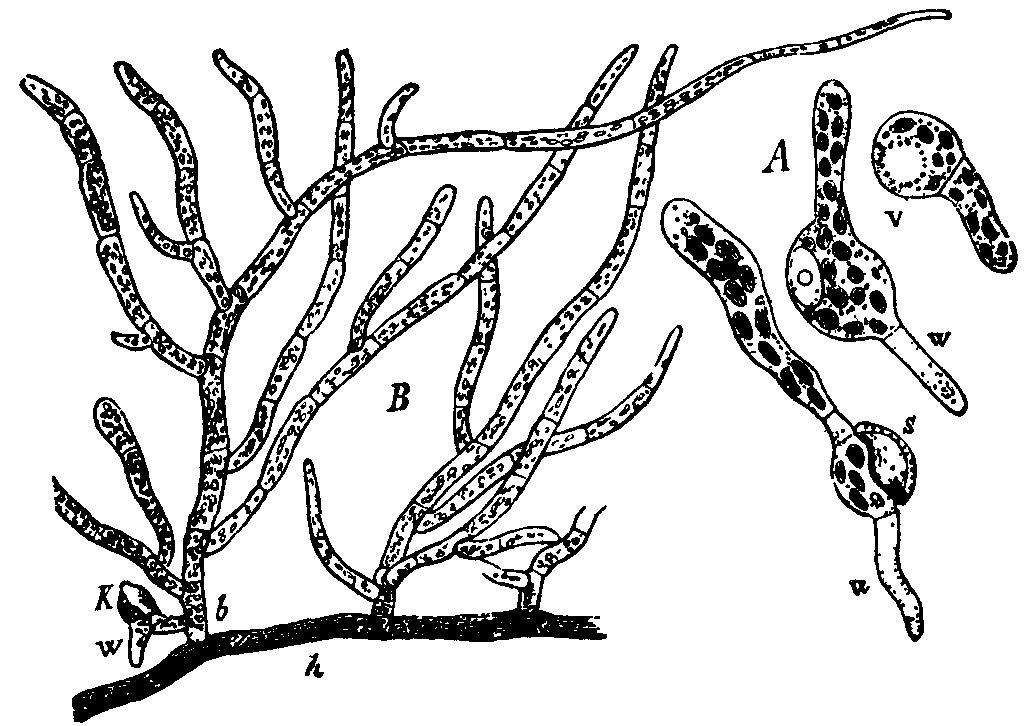
k = jonge mosplant, w = de eerste rizoïde.

Een rizoïde (meervoud: rizoïden) is een wortelachtig orgaan bij planten en schimmels, dat zorgt voor verankering en opname (absorptie) van stoffen.

## Schimmels
Bij schimmels zijn rizoïden kleine vertakte schimmeldraden, die vanaf de stolonen naar beneden groeien en voor verankering van de schimmel zorgen. Ze scheiden verteringsenzymen uit en nemen verteerd organisch materiaal op. 

## Planten
Rizoïden, waarmee vaatplanten water en mineralen uit de grond opnemen, worden wortelharen of trichomen genoemd.
Bij de levermossen zijn rizoïden eencellig of ze ontbreken. Bij de mossen zijn ze meercellig.

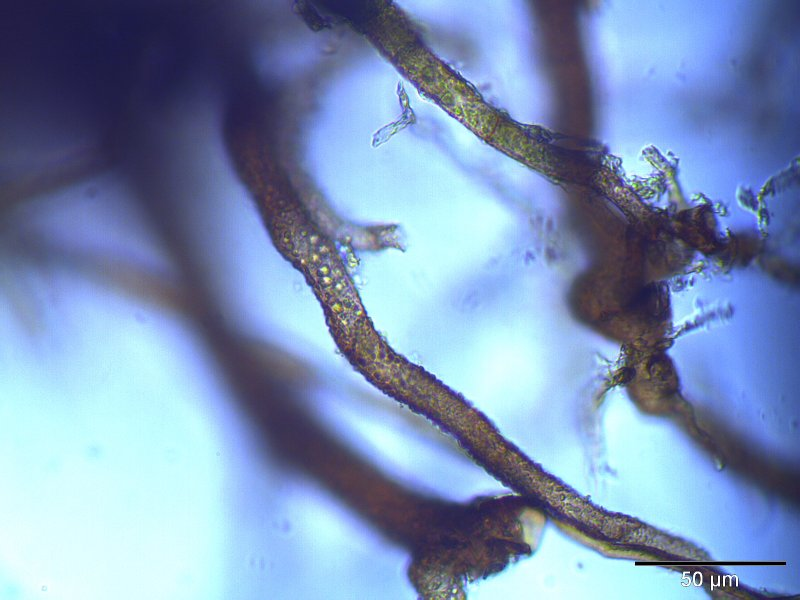
Rizoïde van sierlijk knikmos.